# Triconobunus horridus
Triconobunus horridus is een hooiwagen uit de familie Triaenonychidae.